# 日本赤十字東北看護大学介護福祉短期大学部

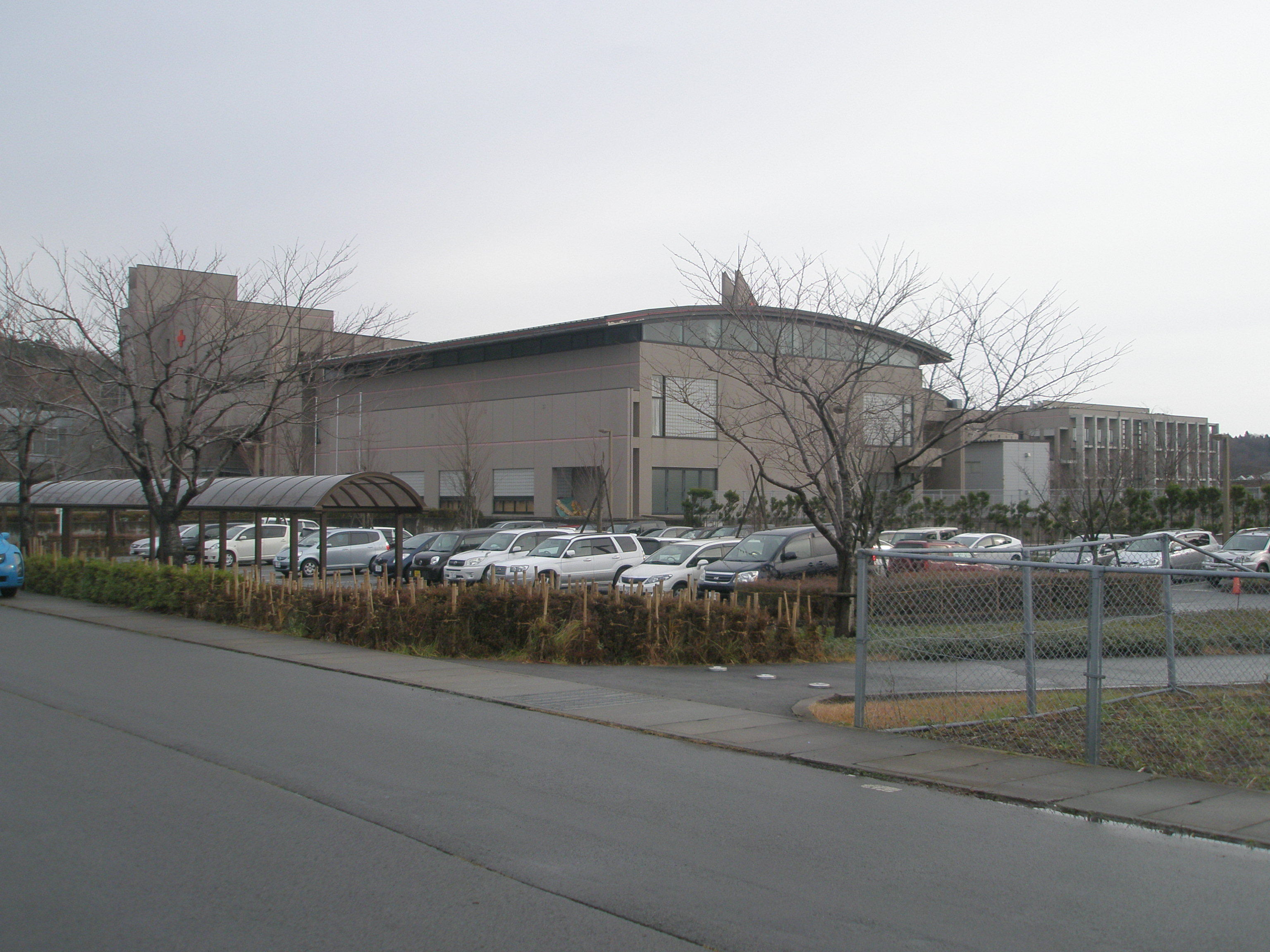
キャンパス

日本赤十字東北看護大学介護福祉短期大学部（にっぽんせきじゅうじとうほくかんごだいがくかいごふくしたんきだいがくぶ、英語: The Japanese Red Cross Tohoku Junior College of Care and Welfare）は、秋田県秋田市上北手猿田字苗代沢17番地3に本部を置く日本の私立大学。1896年創立、1996年大学設置。大学の略称は日赤東北看護大短大部。

## 概観

### 大学全体
- 秋田県秋田市に所在する日本の私立短期大学で、設置主体は学校法人日本赤十字学園[1]。
- 旧来の秋田赤十字看護専門学校を発展改組する形で1996年に開学[注 2]。
- 設置にあたっては、秋田県が42億円を助成した[4]。
- 当初は、看護学科と介護福祉学科の2学科を併せ持っていたが[注 3]、2009年度入学生より介護福祉学科のみの単科の短期大学となっている。

### 建学の精神（校訓・理念・学是）
- 日本赤十字東北看護大学介護福祉短期大学部における建学の精神は、赤十字の理念である「人道：Humanity」に基づいている。

### 教育および研究
- 日本赤十字東北看護大学介護福祉短期大学部は赤十字の教育施設としては日本で唯一、介護福祉士を養成する学科を設置しているところに特色がある。

### 学風および特色
- 日本赤十字東北看護大学介護福祉短期大学部は、2025年現在のところ事実上赤十字の教育施設における唯一の短大である。
- 専門教育の確立・地域社会への貢献・国際化の促進が教育方針とされている。
- 財団法人短期大学基準協会の第三者評価の結果、「適格」認定を受ける[6]。

## 沿革
- 1896年
  - 日本赤十字社秋田県支部で救護看護婦養成を開始[7]。
- 1914年
  - 秋田県支部病院が秋田市上中城町に設立され、日本赤十字社秋田支部病院教護看護婦養成所を開始[6]。
- 1939年
  - 病院･養成所が秋田市東根小屋町に移転する[注釈 1]。
- 1968年
  - 病院･看護学院とも秋田市中通一丁目に新築移転[注釈 1]。
- 1994年
  - 3月 この頃より日本赤十字秋田短期大学の開設準備室が成立される[9]。
  - 5月 短期大学設置の構想がなされる[10]。
- 1995年
  - 12月22日 左記を以て文部省より短期大学の設置が認可される[11]。
- 1996年
  - 4月1日 日本赤十字秋田短期大学が以下の学科体制にて開学[12]。
    - 看護学科 入学定員80名
    - 介護福祉学科 入学定員50名

  - 5月1日 学生数[13]/定員
    - 看護学科 80[注 4]/80
    - 介護福祉学科 50[注 5]/50
- 1997年
  - 5月1日 学生数[14]/定員
    - 看護学科 160[注釈 2]/160
    - 介護福祉学科 100[注 6]/100
- 1998年
  - 秋田赤十字病院が秋田市上北手猿田の本学隣接地に新築移転。
  - 5月1日 学生数[15]/定員
    - 看護学科 240[注釈 2]/240
    - 介護福祉学科 105[注 7]/100
- 1999年
  - 5月1日 学生数[16]/定員
    - 看護学科 241[注釈 2]/240
    - 介護福祉学科 111[注 8]/100
- 2008年
  - 4月1日 以下の学科については、この年度で学生募集を最終とする[注 9]。
    - 看護学科[注 10]
- 2014年
  - 1月 平成26年度大学入試センター試験参加短期大学の1校となる[21]。
- 2015年
  - 1月 平成27年度大学入試センター試験参加短期大学の1校となる[22]。
- 2016年
  - 1月 平成28年度大学入試センター試験参加短期大学の1校となる[23]。
- 2018年
  - 4月1日 介護福祉学科の入学定員を50→30に減員[注 11]。
- 2025年
  - 4月1日 日本赤十字東北看護大学介護福祉短期大学部に改称[26]。

## 基礎データ

### 所在地
- 秋田県秋田市上北手猿田字苗代沢17番地3

### 交通アクセス
- JR秋田駅東口より秋田中央交通を利用。中央シルバーエリア行きバスで約15分。日赤病院前下車。

### 象徴
- 日本赤十字東北看護大学介護福祉短期大学部のカレッジマークは赤十字のものを使用したものとなっている[27][注 12]。

## 教育および研究

### 組織

#### 学科
- 介護福祉学科 入学定員30名[1]

##### 過去にあった学科
- 看護学科 入学定員80名[注 13]

#### 専攻科
- なし

#### 別科
- なし

##### 取得資格について
- 介護福祉学科では介護福祉士受験資格が得られる[注 14]。

#### 附属機関
- 秋田赤十字病院

### 研究
- 『日本赤十字秋田短期大学紀要』[31]
- 質の高い大学教育推進プログラム
  - 「国際人道法の理念を行動化する教育の推進」にて2008年度採択される。

## 学生生活

### 部活動・クラブ活動・サークル活動
- 日本赤十字東北看護大学短期大学部のクラブ活動
  - 体育系：卓球・バレーボール・テニス・サッカー・バスケットボール・バドミントンほか
  - 文化系：手話・「赤十字奉仕団」ほか

### 学園祭
- 日本赤十字東北看護大学短期大学部の学園祭は「カリヨン祭」と呼ばれる。例年、夏休みの直前に2日間にわたって行われる。

## 大学関係者と組織

### 大学関係者一覧

#### 大学関係者
- 竹本吉夫：初代学長（秋田赤十字病院の院長より転出により就任）

## 施設

### キャンパス
- LL教室・OA教室・図書館・学生食堂・体育館・健康科学研究室・テニスコートなどがある。

### 寮
- 日本赤十字東北看護大学介護福祉短期大学部は直営の学生寮を持っていない。近隣に「桐花寮」と呼ばれる民間学生寮がある。

## 対外関係

### 系列校
- 日本赤十字東北看護大学
- 日本赤十字看護大学
- 日本赤十字北海道看護大学
- 日本赤十字広島看護大学
- 日本赤十字九州国際看護大学
- 日本赤十字豊田看護大学

## 卒業後の進路について

### 就職について
- 看護学科：秋田赤十字病院・秋田大学医学部附属病院・八戸赤十字病院・石巻赤十字病院・武蔵野赤十字病院などがある[30]。
- 介護福祉学科：秋田県内外の特別養護老人ホーム、介護老人保健施設ほか[30]。

### 編入学･進学実績
- 看護学科：日本赤十字看護大学・日本赤十字広島看護大学・北海道医療大学・宮城大学・岩手県立大学・山梨県立大学・新潟県立看護大学・秋田大学ほか[30]
- 介護福祉学科：東北福祉大学ほか[30]

## その他
秋田公共職業安定所では、「公共職業訓練 長期高度人材育成コース」の中に、「介護福祉士養成科（2年）」が、訓練施設として設定（いわゆる、委託訓練）されてある。
令和7年度現在、秋田県に所在する学校では唯一、レクリエーション・インストラクターの養成課程（日本レクリエーション協会による、いわゆる、課程認定校）が設置されている。